# Milichiella aldabrae
Milichiella aldabrae är en tvåvingeart som beskrevs av Irina Brake, 2009. Milichiella aldabrae ingår i släktet Milichiella och familjen sprickflugor. Inom Milichiella tillhör arten artgruppen Argentea.

## Utbredning
Holotypen är från Seychellerna.

## Utseende
Kroppslängden är 2,3 mm och vinglängden 2,4 mm. Vingarna är genomskinliga med bruna vener.

## Levnadssätt
Arten har hittats nära plantage för kokosnötter, vid Trädgårdschampinjon och vid Pandanus.